# Коцур, Павел Михайлович
Павел Михайлович Коцур (род. 3 января 1974) — казахстанский шахматист, гроссмейстер (1996). Двукратный чемпион Казахстана по шахматам среди мужчин (1994, 1997).
В составе сборной Казахстана участник 7-и олимпиад (1994—2002, 2008, 2014).
В 2012—2016 гг. был главным тренером женской сборной Казахстана, ушёл из-за конфликта с ведущими шахматистками.
Но в феврале 2017 года Коцур выиграл конкурс на пост главного тренера мужской сборной Казахстана.

## Изменения рейтинга
| Графики недоступны из-за технических проблем. См. информацию на Фабрикаторе и на mediawiki.org. |